# 囲碁の手合割
囲碁における手合割（てあいわり）とは、囲碁の対局における実力差に応じたハンディキャップのこと。またそれに基づく実力差、ないし段級位差を指すこともある。

## 概説
囲碁において、棋力の差に応じたハンディキャップを与えて、対等な勝負ができるようにするための仕組みである。
現代の一般的な対局では、棋力に差が無い、もしくは対等として対局する際は、対局時の先手番（先番）、後手番はどちらとなってもよく、先番が何目かの目数をハンディキャップとして負う（コミ）こととし、これを互先（たがいせん）という。
棋力に差があるとき、その差に応じて下位者がコミ無しの先番を持つか、あらかじめ下位者が盤上にいくつかの石を配置した状態で開始する。これを置き碁（おきご）と言う。置き碁では必ず上位者の手番で対局で開始する。この時の上位者を上手（うわて）、下位者を下手（したて）と呼ぶ。置き碁の2子局の下位者となる手番を2子番などとも呼ぶ。

## プロ棋士の手合割
現在は全ての互先での対局が、先番がコミを出して1局で勝敗を決着するコミ碁となっている。
日本棋院設立以前には、棋士間の手合割は二段差1子であった。
日本棋院が制定した、プロ棋士の段位を決める大手合では三段差1子を基準とする、以下の手合割の考え方が採用されていた。（日本棋院では2003年、関西棋院では2004年に廃止された。）
| 段級差 | 名称   | 内容                                                                           |
| ------ | ------ | ------------------------------------------------------------------------------ |
| 0      | 互先   | 2局一組として考え、交互に先手を持ち、同一の相手とは偶数局を行うのが基本。      |
| 1      | 先相先 | 3局一組として考え（以下同じ）、下位者が3局のうち2局で先番、1局で後手番とする。 |
| 2      | 先     | 下位者が3局のうち3局とも先番とする。定先とも呼ぶ。                             |
| 3      | 先二先 | 下位者が3局のうち2局を先手、1局を2子番とする。                                 |
| 4      | 二先二 | 下位者が3局のうち1局を先番、2局を2子番とする。                                 |
| 5      | 二子   | 下位者が3局のうち3局とも2子番とする。                                          |
| 6      | 二三二 | 下位者が3局のうち2局を2子番、1局を3子番とする。                                |
| 7      | 三二三 | 下位者が3局のうち1局を2子番、2局を3子番とする。                                |
| 8      | 三子   | 下位者が3局のうち3局とも3子番とする。                                          |

名称のうち先相先（せんあいせん）の場合は、3局を先番、後手番、先番の順で打つが、古くは先番、先番、後手番の順で打たれ、これを先先先（せんぜんせん）と言った。また特定の手合割を上位者から表現する場合は「向（むこう）」を加えて「向二子（むこうにもく）」などと言う。
原則として、二者間の対局で、片方が4番勝ち越しとなった場合に手合割を変えるのが通例。下位者が勝ち越した場合は、昇段の権利を主張でき、実際には複数の相手に対しての成績を考慮して昇段を認められる。この仕組みは棋士の数が少ないうちはある程度有効に機能するが、棋士の数が多くなると昇段の判定基準が難しくなる。そこで同一の対局相手とは1局だけ行うことにし、成績を点数制という形で基準化したのが大手合制度である。
十番碁などの打込み制の対局を偶数局で行うのは、互先では2局一組とする考え方の延長。

## アマチュアの手合割
アマチュアの段級位は、1段級差1子とするのが一般的で、以下のようになる。
| 段級差 | 名称 | 内容                                       |
| ------ | ---- | ------------------------------------------ |
| 0      | 互先 | 交互に先手を持つ。または先手がコミを出す。 |
| 1      | 先   | 下位者が先番とする。定先とも呼ぶ。         |
| 2      | 二子 | 下位者が2子番とする。                      |
| 3      | 三子 | 下位者が3子番とする。                      |
| 4      | 四子 | 下位者が4子番とする。                      |
| ...    | ...  | ...                                        |
| 9      | 九子 | 下位者が9子番とする。                      |
| ...    | ...  | ...                                        |

手合割の変更や、昇段、昇級の基準に一般的に定まったものはない。手合割の変更は対局者同士でルールを決めてもよく、3番、あるいは4番勝ち越しといった方法が多い。昇段、昇級は、日本棋院などのプロ組織の発行する免状によるものの他に、碁会所やクラブなどの内部で独自の方式を決めることも多い。

## 緑星会方式
アマチュアの囲碁研究会であった緑星会で採用された点数方式で、代表的な点数方式。他の碁会所やクラブで採用するところも多い。
置き碁と、1目刻み5目までのコミ出しを組み合わせた手合割を用いる。個人には各々の持ち点があり、対局者間の持ち点の差をコミの目数とし、コミが5目を越える毎に置き石を1子増やしてコミをマイナス5目とする。6点差は2子で下位者の5目コミ出しとなり、点差が増えると下位者のコミを減らし、11点差でコミが0目の2子局、12点差からはまた上位者のコミ出しを1目ずつ増やす。対局者は1勝すれば持ち点を1点増やし、1敗すれば1点減らすことで、点数を実力に見合うように適正化する。

## その他の方式
上記以外にも、多様な手合割の方法が提案、実行されている。ネット碁会所などでは、非常に多人数の手合割を合理的に決める必要があり、それぞれ独自の点数制と段級位の組み合わせなどの方式を用いている。